# Арсићи
Арсићи су насељено мјесто у општини Рудо, Република Српска, БиХ. Према попису становништва из 1991. у насељу је живјело 140 становника.

## Становништво
| Националност       | 1991. | 1981. | 1971. | 1961. |
| Срби               | 139   | 142   | 125   |       |
| остали и непознато | 1     | 1     |       |       |
| Укупно             | 140   | 143   | 125   | '     |

| Демографија | Демографија | Демографија |
| Година      | Становника  | Становника  |
| ----------- | ----------- | ----------- |
| 1961.       | 123         |             |
| 1971.       | 125         |             |
| 1981.       | 143         |             |
| 1991.       | 140         |             |